# Блудница Вавилонска
Вавилонска блудница или архаизирано Блудница Вавилонска, също и като „Велик Вавилон“  (на латински: Babyloniacus fornicaria) е популярен израз от откровението на Йоан. Това е град:

И друг ангел идеше след него, и казваше: Падна, падна Вавилон, градът голем; защото от виното на яростта на своето блудодеяние напои всичките народи.
—Откровение на Йоан 14:8, Цариградски превод 1871
Апокалиптичният образ и текст на откровението още от средновековието е предмет на неизброими богословски спорове и пререкания свързани с тяхното библейско тълкуване. Според Свидетелите на Йехова, например, това е образ на „световната империя на погрешната религия“ 

## В културата
Библейския сюжет е използван от Достоевски в поемата на Иван Карамазов „Великият инквизитор“ от Братя Карамазови.